# Représentations diplomatiques du Bhoutan

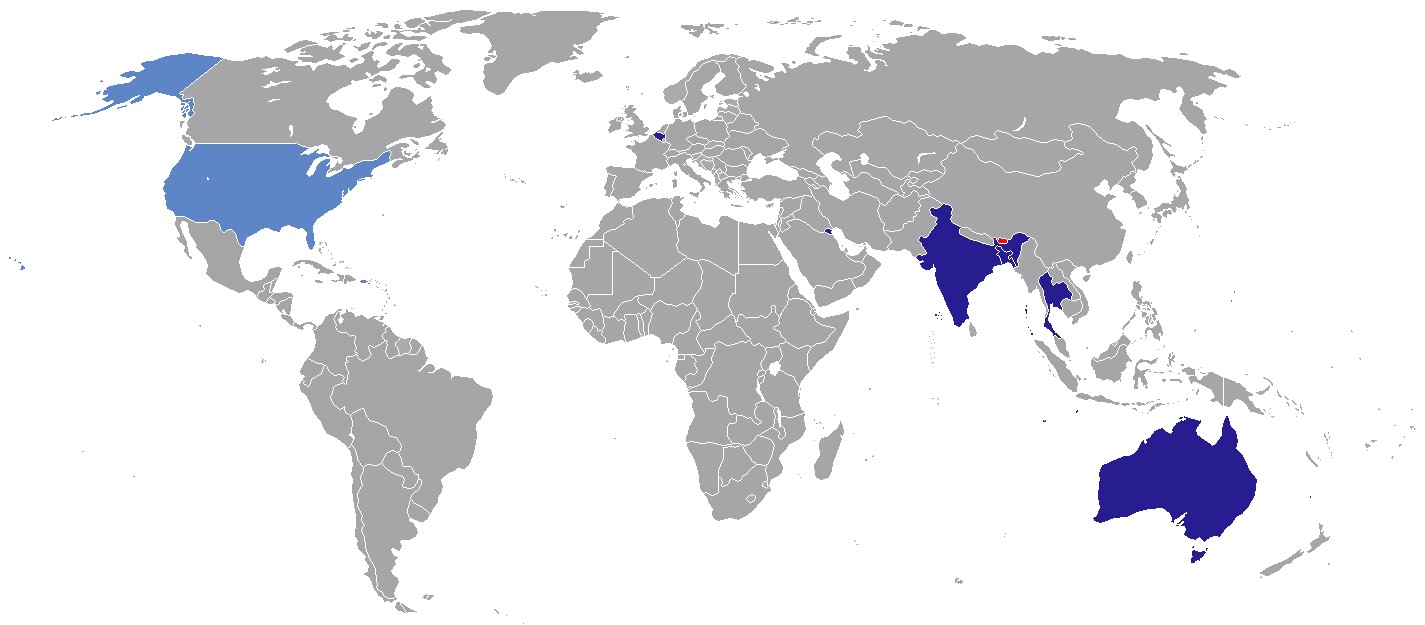
Royaume du Bhoutan
Pays qui accueillent des ambassades du Bhoutan
Pays qui hébergent des consulats ou des missions permanentes du Bhoutan auprès d'organisations internationales

Le nombre de représentation diplomatiques du Bhoutan est très limité.
En 2025, le royaume himalayen enclavé et isolationniste compte six ambassades, trois consulats et deux missions permanentes.

## Représentations

### Pays
| Pays       | Continent | Ville     | Représentation   | Ouverture | Accréditations                                                                             | Références |
| ---------- | --------- | --------- | ---------------- | --------- | ------------------------------------------------------------------------------------------ | ---------- |
| Australie  | Océanie   | Canberra  | Ambassade        | 2021      |                                                                                            | [ 2 ]      |
| Bangladesh | Asie      | Dacca     | Ambassade        | 1980      | - Corée du Sud - Maldives - Pakistan - Sri Lanka                                           | [ 3 ]      |
| Belgique   | Europe    | Bruxelles | Ambassade        | 2009      | - Allemagne - Danemark - Espagne - Finlande - Pays-Bas - Serbie - Suède - Union européenne | ,          |
| États-Unis | Amérique  | New York  | Consulat général |           |                                                                                            | [ 7 ]      |
| Inde       | Asie      | New Delhi | Ambassade        | 1978      | - Afghanistan - Japon - Népal - Viêt Nam                                                   | [ 8 ]      |
| Inde       | Asie      | Guwahati  | Consulat général | 2018      |                                                                                            | [ 9 ]      |
| Inde       | Asie      | Calcutta  | Consulat général | 2009      |                                                                                            | [ 10 ]     |
| Koweït     | Asie      | Koweït    | Ambassade        | 1983      | - Bahreïn - Émirats arabes unis                                                            | ,          |
| Thaïlande  | Asie      | Bangkok   | Ambassade        | 1999      | - Birmanie - Indonésie - Singapour                                                         | ,          |

### Organisations internationales
| Organisation  | Ville    | Pays       | Représentation     | Ouverture | Accréditations                | Références |
| ------------- | -------- | ---------- | ------------------ | --------- | ----------------------------- | ---------- |
| Nations unies | Genève   | Suisse     | Mission permanente | 1985      | - Autriche - Norvège - Suisse | '          |
| Nations unies | New York | États-Unis | Mission permanente | 1971      | - Brésil - Canada             | [ 18 ]     |

## Galerie

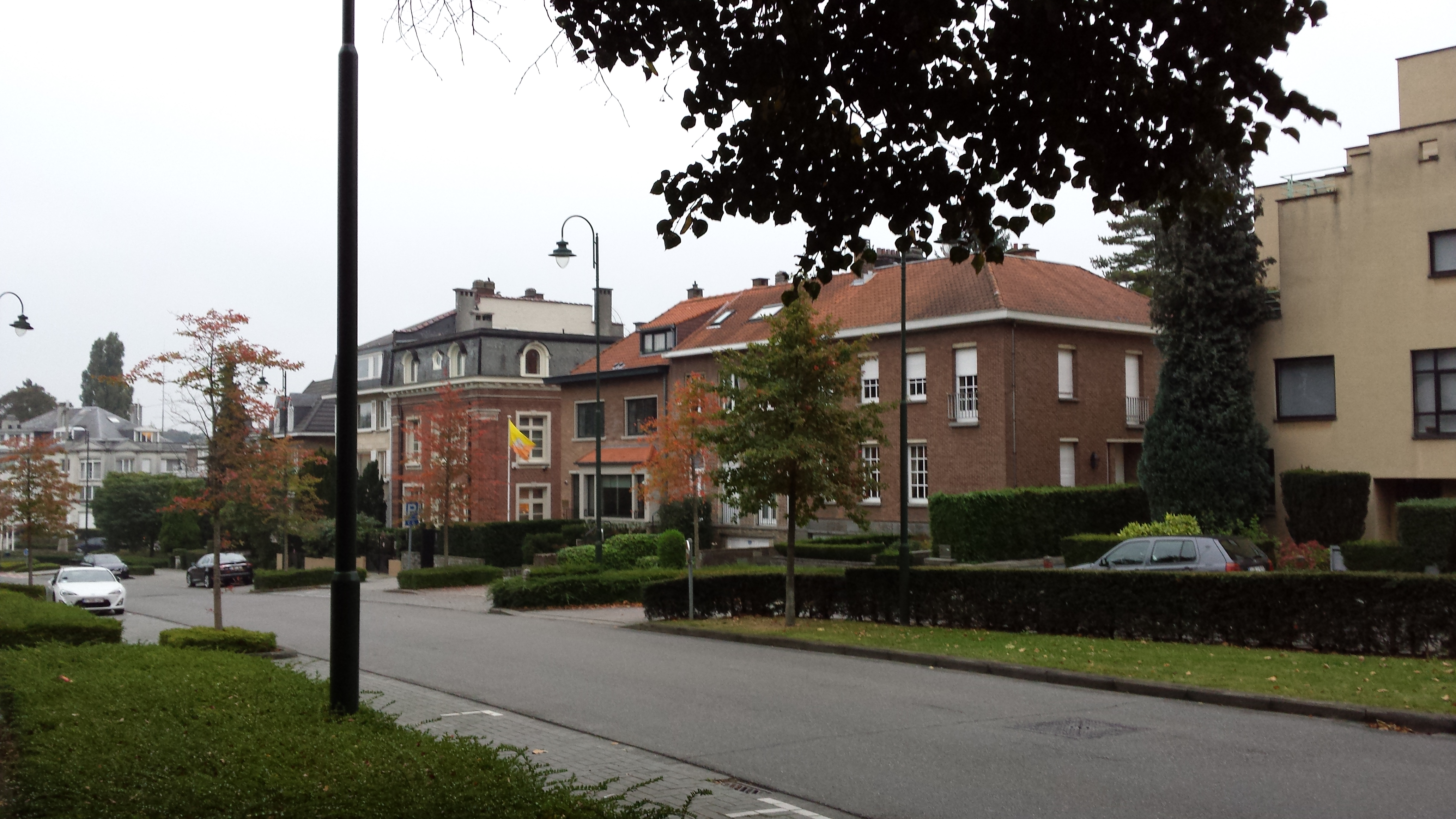
Ambassade à Bruxelles
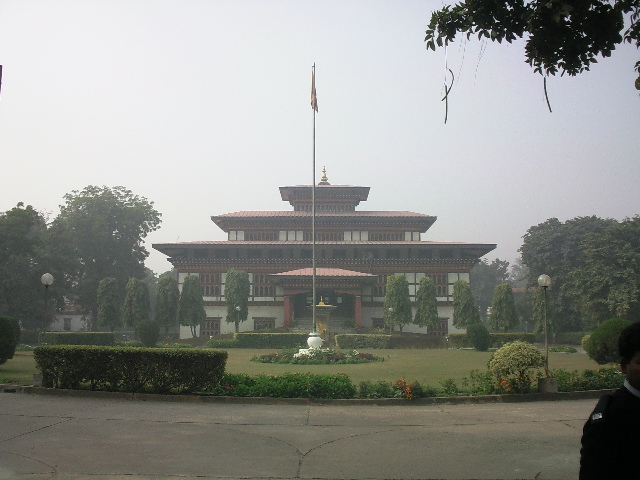
Ambassade à New Delhi
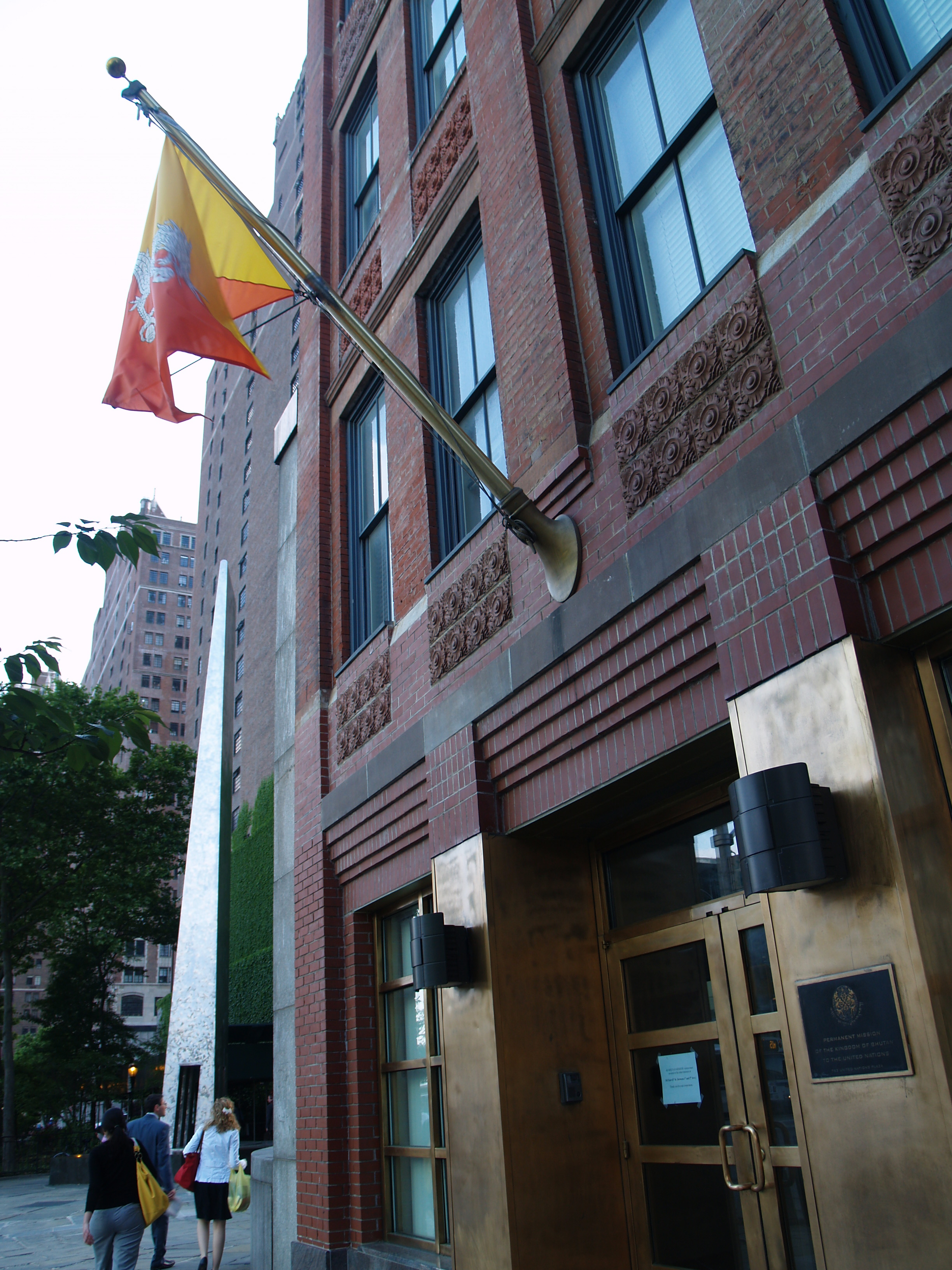
Représentation auprès des Nations Unies à New York